# タイビン省
タイビン省（太平省、タイビンしょう、ベトナム語：Tỉnh Thái Bình / 省太平  発音）は、ベトナムのかつての省（地方自治体）。省都はタイビン市。紅河デルタ地方に位置する。2022年の人口は187.9万人。
2025年、フンイエン省に統合された。

## 隣接行政区画
- ナムディン省
- ハナム省
- フンイエン省
- ハイズオン省
- ハイフォン

## 行政区画
1市7県で構成される。
- タイビン市（Thái Bình / 太平）
- ドンフン県（Đông Hưng / 東興）
- フンハ県（Hưng Hà / 興河）
- キエンスオン県（Kiến Xương / 建昌）
- クインフー県（Quỳnh Phụ / 瓊附）
- タイトゥイ県（Thái Thụy / 太瑞）
- ティエンハイ県（Tiền Hải / 錢海）
- ヴートゥー県（Vũ Thư / 武舒）